# Filarmonica de Stat Târgu Mureș
Filarmonica de Stat Târgu Mureș (în maghiară Marosvásárhelyi Állami Filharmónia, în germană Staatsphilharmonie) este una din tradiționalele filarmonici din România cu o tradiție bogată de peste 70 de ani. 

## Locația
Locația unde își desfășoară activitatea Filarmonica de Stat este Palatului Culturii construit între anii 1911-1913 din inițiativa primarului György Bernády, o adevărată emblemă a arhitecturii Secession având două săli de concert. Sala mare cu o capacitate de 700 de locuri este un adevărat templu al muzicii fiind dotată de o orgă de 4.488 de tuburi și 78 de registre construită de Fabrica Rieger⁠(en)[traduceți]. Pe scenă au susținut concerte muzicieni de talie mondială precum  Béla Bartók, Pablo Casals, Ernst von Dohnányi, George Enescu, Jan Kubelík și Carlo Zecchi⁠(en)[traduceți]. Sala mică de concerte, cu peste 200 de locuri este spațiul ideal pentru concertele camerale și cele corale.

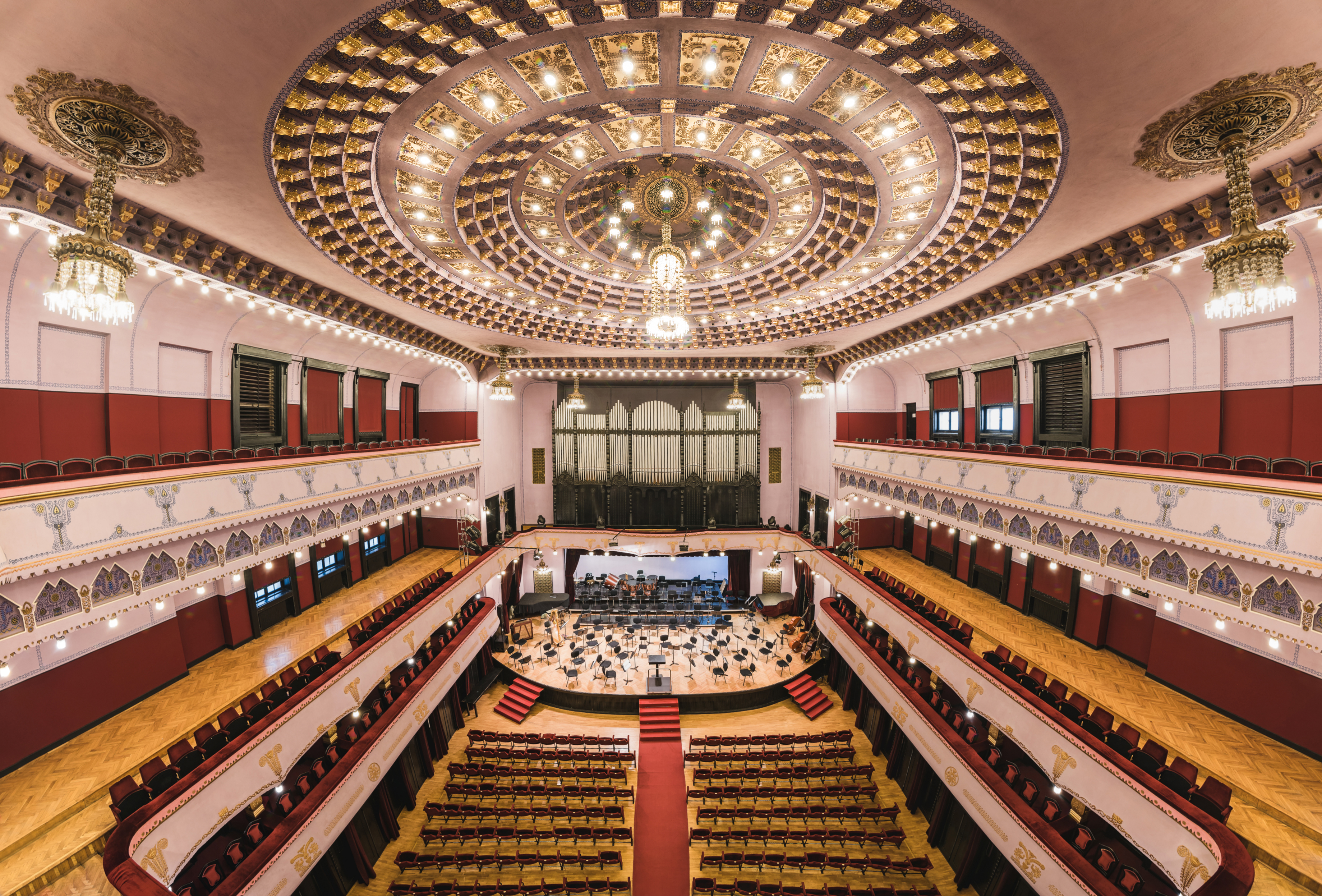
Sala mare

## Istoric
Înființată în anul 1950, datorită unor muzicieni excelenți care au pus bazele unei instituții culturale, astăzi este renumită și recunoscută pentru activitatea sa de susținere de concerte simfonice, vocal-simfonice, operă în concert, corale sau camerale. Nu este de neglijat faptul că de la înființare au fost organizate pentru elevi dar nu numai, foarte atractive concerte educative.

## Legături externe
- Materiale media legate de Filarmonica de Stat Târgu Mureș la Wikimedia Commons
- ro  hu  en  Filarmonica de Stat Târgu Mureș